# ポケモン☆サンデー
『ポケモン☆サンデー』は、テレビ東京系列などで2004年10月3日から2010年9月26日まで放送されていたポケモン情報バラエティ番組。主に『ポケットモンスター』全般について扱うが、番組の構成は一般的なバラエティ番組に近い。略称は「ポケサン」。2010年10月3日からは、番組内容と出演者を引き継いだ形で新たに『ポケモンスマッシュ!』が放送開始した。

## 概要

### 番組全体
前身はかつてテレビ東京系列で放送されていた『ポケモン アンコール』と『週刊ポケモン放送局』である。当初は日曜8:00からの30分番組であったが、2006年10月1日より開始時刻を7:30に前倒して60分間に拡大された。また、一部の系列外局でも30分の短縮版で放送されている（詳細は後述）。

### 前身の番組
主に、前身の2番組の内容を受け継いだアニメ版の再放送「ポケモンリバイバル」、出演者がさまざまなロケを行う「ポケモンだいすきプロジェクト」で構成されている。30分番組だった2006年9月までは両コーナーを1週おきに放送していたが、60分に拡大された10月からは毎週両方を放送している。

### 番組設定
ポケモンリサーチ（PR）
2004年10月3日から2006年9月24日まで日曜8:00 - 8:30に放送。（テレビ東京系6局）
秘書ベッキー（ベッキー）、キモリリーダー（声：西脇保）の出演期間に相当する。
ゲームは『ポケットモンスター ルビー・サファイア・エメラルド』および『ファイアレッド・リーフグリーン』と連動。
アニメは『ポケットモンスター アドバンスジェネレーション』と連動。
ポケサンカンパニー（PSC）
2006年10月1日から2010年9月26日まで日曜7:30 - 8:30に放送。（テレビ東京系6局）
しょこたん部長（中川翔子）、ルカリオ部長（声：石野竜三）の出演期間に相当する。
ゲームは『ポケットモンスター ダイヤモンド・パール・プラチナ』および『ハートゴールド・ソウルシルバー』と連動。
アニメは『ポケットモンスター ダイヤモンド&パール』と連動。

### 出演者
レギュラー出演者は、全員ニンテンドーDSと『ダイヤモンド・パール・プラチナ』を所持しており、番組内で実際にプレイしている。出演者たちは各々自分なりの戦略なども考えており、芸能人が本気でゲームに熱中する姿が見られる。

### 提供・人物の起用
過去にテレビ東京系列では『スーパーマリオクラブ』などの任天堂の単独提供番組が放送されていたが、「ゲームを紹介し、実際にプレイする番組」は近年減少しており、本番組は貴重な存在である。ロバートやTIMにとっては、この番組が子供層の視聴者から更なる人気を得るきっかけとなった。

### 番組の表記
番組の略称は「ポケサン」だが、30分番組だった頃は新聞のテレビ欄では単に「ポケモン」と表記されていた（読売新聞では「ポケモンS」と表記されていた時期もあった）。放送時間拡大後は、“☆”を抜かした「ポケモンサンデー」と表記されることが多かった（字数の制限がある場合は、従来通り「ポケモン」もしくは「ポケサン」とのみ表記される）。

### 受章した賞
視聴率の推移状況などからテレビ東京「2007年度年間賞」を受賞している。

### 映像・画面
長年4:3の標準画質で撮影・放送してきたが、2010年4月4日の放送分からサイドパネルがつき、アナログ放送ではレターボックスでの放送に切り替えられた。2010年6月20日の放送からは、一部のコーナーをのぞき撮影も16:9のハイビジョンに切り替えられた。また、番組の冒頭でその回の見どころと番組タイトルが流れるが、このオープニング映像は番組のリニューアルやハイビジョン放送移行などとともに、何度も変更されている。

## 出演者
全員が「ポケモンリサーチ」→「ポケサンカンパニー（PSC）」という会社の社員という設定であり、担当する役職や部署もある。「ポケサンカンパニー」は2010年9月26日放送分をもって解散し、同年10月3日からメンバーは「ポケモンエンタープライズ（P.e）」の社員となっている。下記の他、木村匡也がナレーターとして番組を進行する。
- ゴルゴ所長：ゴルゴ松本（TIM）
- 開発部
  - レッド博士：レッド吉田（TIM）
- 調査部
  - 秋山隊員：秋山竜次（ロバート）
  - 山本隊員：山本博（ロバート）
  - 馬場隊員：馬場裕之（ロバート）
- 情報部
  - しょこたん部長：中川翔子（2006年10月1日 - ）

発言テロップ
ゴルゴ：黄色縁に黒色
レッド：白縁に橙色
秋山：黒縁に黄色
山本：黒縁に赤色
馬場：黒縁に黄緑色
中川：白縁にマゼンタ

### 過去
- 秘書ベッキー：ベッキー（2004年10月3日 - 2006年9月24日）
  - ｢極秘任務｣という名目で、中川と交代する形で降板。
- スポーツ開発部
  - 横峯部長：横峯良郎（2006年10月22日 - 2007年3月25日）
    - ｢長期出張｣という名目で降板。

### 不定期出演
- イベント部
  - まゆみチーフ：飯塚雅弓（カスミ役の声優。2007年4月29日 - ）
- ポケモンだいすきサポーター
  - ミッチー：川口倫裕
  - アカネ：壁谷明音
    - 「ポケモンゲームアリーナ」のコーナーでゲームソフトやカードゲームなどの情報を紹介しており、BSジャパンで放送されていた番組『ポケモンだいすきNOW』にも出演していた。

ポケモン（着ぐるみキャラクター。括弧内は担当声優）
- キモリリーダー（西脇保）
  - 2006年9月までレギュラー出演。以後は世界各地を旅しており不定期で出演。
- ソーナンスニューヨーク支部長（西脇保）
  - 2006年9月まで「副所長」としてレギュラー出演。以後もニューヨーク中継など不定期で出演。
- ルカリオ調査部長（石野竜三）
  - 2010年9月26日まで出演。波導が使えないため、スケッチブックを使った筆談で会話を行なう。ゴルゴ所長から引退宣言をし、番組を卒業をした。同日にヒコザルも番組から卒業した。その後は「ポケモンエンタープライズ」ブラジル支部の所長であったが、2012年10月7日の『ポケモンスマッシュ!』の放送にて、転勤先のブラジル支部から帰国し、ゾロアーク部長（現・モスクワ支部 所長）と入れ替わる形で加入。当番組が終了して以来2年ぶりにロバートと共に働くこととなった。

オールマイティーな部長として活躍。ただし「ポケサンカンパニー」の頃と変わらず、まだ「波導」を使えるようになっていないため、スケッチブックに書かれた文字を使って言葉を伝える。
- ゴンベ情報部員（石野竜三）
  - 2006年10月 - 2007年10月14日に出演。28代続く家業のふとん屋を継ぐため退職。以後も不定期に出演する事もある。
- ヒコザル情報部員（下屋則子）
  - 2010年9月26日まで出演。有名大学「PCLA」を卒業し、かつてニューヨーク支部でソーナンス支部長のもとで働いていた。支部長の推薦で逆輸入配属。メスであり、頭にリボンをつけている。ルカリオと一緒に番組を卒業し、卒業後はフランスに語学留学している。
- ヤミラミ（下屋則子）
  - 2009年4月19日から出演。ゴルゴ所長が浅草で捕まえて手持ちポケモンにした。イタズラ好き。

## コーナー
オープニングでは、出演者がギャグを交えてコント風に登場する。内容はレッド博士が発明品を持ち寄り、他のメンバーが発明品の被害に遭うものや、Wiiで遊んだり、ゲストを招いたりする事もある。
エンディングは、ゴルゴ所長が「来週も張り切って行こう!」の掛け声に、他メンバーが「ラジャー!!」とアクションするのがお決まりのパターン。これを基本に、毎回少しずつ変化している。

### ポケモンセレクション
このコーナーは1時間版で放送されるテレビ東京系列のみで放送される。過去に放送されたアニメシリーズの中から、反響が多かった回や選別された1話を放送。当初は「ポケモンリバイバル」というタイトルだったが、2008年9月の『ダイヤモンド&パール』の開始に伴い「ダイヤモンド&パール リターンズ」となり、2009年4月には「ポケモンセレクション」に変更された。「ポケモンセレクション」では毎月テーマを設定し、レギュラー陣がテーマに合った話を紹介する。
開始前には、しょこたん部長がレギュラー陣に注目すべきポケモンを紹介する。その後、レッド博士が「ポケウイ…ゴー!!」と掛け声をする。2009年から、アニメ放送時には画面右上にそのストーリーの紹介（当初はサブタイトル）が表示されるようになった。また、アニメのアイキャッチ前にメンバーが見どころを紹介するようになった。
放送傾向
- 反響の大きかった作品やオリジナル作品（2004年10月3日 - 2006年10月1日）
- ｢オレンジ諸島｣編の一部（2006年10月8日 - 2007年3月25日）
- ｢アドバンスジェネレーション｣の一部（2007年4月8日 - 2008年9月7日）
- ｢ダイヤモンド&パール｣編[9]（2008年9月14日 - 2009年4月5日）
- ｢ポケモンセレクション｣（2009年4月19日 - 2010年9月26日）
  - 2009年4月：｢かわりだねポケモン｣
  - 2009年5月：｢進化シリーズ｣
  - 2009年6月：｢おもしろジムリーダー｣
  - 2009年7月：｢映画に登場したポケモン｣
  - 2009年8月：｢おもしろキャラクター大集合｣
  - 2009年9月 - 11月：｢ジョウト地方での旅立ちと出会い｣
  - 2009年12月 - 2010年1月：｢今まで一度しか放送していない幻のアニメ｣
  - 2010年2月：｢恋するポケモン｣
  - 2010年3月：｢別れポケモン｣
  - 2010年4月：｢ポケモンゲット｣
  - 2010年5月：｢ピカチュウ・ニャース大活躍｣
  - 2010年6月：｢シンオウリーグ直前!サトシ・シンジ｣
  - 2010年7月：｢夏を涼しくする水ポケモン｣
  - 2010年8月：｢ちょいこわポケモン｣
  - 2010年9月：｢ポケサンカンパニーのポケモン｣

### ポケモンだいすきプロジェクト
番組のメインとなるバラエティコーナー。放送回によって、内容が変わる。2006年9月までは、コーナー名が「出動!ポケモンリサーチ」だった。以下のレギュラー企画が放送された。
ロバートのチャンピオンロード
ロバートの3人が、様々な特技を持った子供たちに挑戦を挑む。対戦相手の特技は多岐にわたり、それぞれプロ級の実力を持った子供たちが登場する。よって、ロバートはなかなか勝つことができない。
ポケサン手助け隊
TIMの2人と各界の名人が協力し、子供達が苦手とする分野をサポートする。
ロバートのチャレンジクイズ
ロバートの3人が、とあるテーマを元に体を張ったクイズを出題し、TIMと中川がこれに解答する。
ポケサンカードバトル
ポケモンカードゲームを、通常よりも大きいカードやマットを用いて対戦を行なう。ワザの効果をプレイヤー自身も体感するなど、バトルをリアルに表現している。

### サンデーポケモンニュース
ポケモンに関する最新情報を提供するコーナー。キャスターは、これまでにキモリとソーナンス、ゴンベ、そして現在はヒコザルが担当している。ポケモンの公式サイトや『月刊コロコロコミック』とほぼ同じ内容であることが多い。初期はキャスターのポケモン達は言葉を一切しゃべらず、下に対訳のテロップが表記されていたが、2006年6月頃からはテロップに代わってナレーションが被さるようになった。

### ポケモンゲームアリーナ
ポケモンに関連するゲーム作品の情報や体験プレイ、番組の出演者と視聴者がニンテンドーDSの通信機能を利用してポケモンバトルを行なうコーナーである。2007年9月までは「ダイヤモンド・パールプロジェクト」というコーナー名で、『ダイヤモンド・パール』に関連する内容が中心であった。出演者が視聴者に敗れた場合は、ペナルティとして視聴者が希望した対戦で使用したポケモンを1匹交換しなければならない。視聴者の代わりに、アンガールズやゲームフリークの増田順一が出演者と対戦したこともある。対戦のルールは次のいずれかで行われる。
現在のルール
｢ポケットモンスター ハートゴールド・ソウルシルバー｣を用い、2010年の公式大会のルール（レベル50フラットのフラットバトル）に合わせた4VS4のダブルバトル。今まで違ってレベル制限のあったポケモンを参加できるようになって、伝説のポケモンを2匹まで参加できるようになったというフラットバトルのGSカップで対戦。また、同じルールであるが『ポケモンバトルレボリューション』で対戦することがある。
過去のルール
- ｢ニンテンドーWi-Fiコネクション｣を利用した、3対3のシングルバトル（レベル50フラット方式）
- ｢ポケモンバトルレボリューション｣を用いた3対3のシングルバトル（レベル無制限方式）
- ｢ポケットモンスター プラチナ｣を用い、2008年から2009年の公式大会のルール（レベル50以下）に合わせた4対4のダブルバトル

### 過去のコーナー
コーナー名を変えて現在も行われているコーナーは除いた。
ロバートのポケモン自由研究（2006年9月まで）
ロバートが、ポケモンのあらゆる点を独創的に研究し発表する。アニメシリーズを面白く編集したり、勝手なランキングを発表した。発表後には、ゴルゴ所長が内容を3段階で評価する。2007年8月4日放送分では約1年ぶりに特別編として復活したが、所長の3段階評価はなかった。
元気がでる楽しいポケモンフレーズ!!（2006年9月まで）
ロバートの秋山が、ポケモンに関するネタを披露する。コーナーの開始直前には出演者同士でけんかなどが起こるが、終わった後には仲直りする、という流れが恒例であった。正式なコーナーとしては独立しておらず、さまざまなタイミングで行われた。
ポケモンコンピューター（2007年4月頃まで）
｢リバイバル｣と｢だいすきプロジェクト｣の間に放送されていた。
無作為に選ばれた出演者が、視聴者から送られてきた「ポケモン早口言葉」に挑戦する。当初は早口言葉以外の課題に答える場合もあった。失敗すると、下方からドライアイスを噴射される。
ロバートのなりきりトレーナー（2007年6月頃まで）
「ダイヤモンド・パールプロジェクト」中の冒頭で行なわれていた。ロバートが『ダイヤモンド・パール』に登場するポケモントレーナーになりきる。秋山のボケが毎回恒例となっていた。ロバートは当コーナーで変装した格好のまま対戦する。
しょこたんの知っているとギザウレシス（2007年6月頃まで）
「ダイヤモンド・パールプロジェクト」での対戦終了後に、しょこたん部長が『ダイヤモンド・パール』についての豆知識を紹介する。同年8月4日放送分で特別編として復活し、ポケモン図鑑の海外版文字表記情報を紹介。
ポケモンスナッグゴルフ（横峯の降板まで）
「ポケモンだいすきプロジェクト」のコーナー内で放送されていた。TIM、横峯良郎、ルカリオがスナッグゴルフで視聴者の挑戦者と対戦する。
チームは2人1組。挑戦者チームは親1人、子供1人の親子ペアで参加することが多い。レッド博士と横峯は進行役で、ゴルゴ所長とルカリオのペアが「ポケサンチーム」として挑戦者チームに挑んだ。ポケサンチームの方が勝つことが多かった。
挑戦者チームが勝った場合は、ゴルゴが自腹で挑戦者チームにポケモングッズを購入してプレゼントした（引き分けたときにもプレゼントしたことがあった）。
コーナー内では、ゴルゴはポケモンのゲームに登場する道具を模倣したもの（モーモーミルク、サイコソーダ、ふしぎなアメなど）を飲食することがあった。
横峯はほとんどは、挑戦者にアドバイスをしていた。

### 特別企画
生放送（2005年7月17日放送分）
「ポケモンフェスタ2005」の会場から中継された。
ポケモンクイズマスター日本一決定戦 -沖縄-（2005年9月11日・9月18日放送分）
TIMとロバート、地区予選で勝ち上がった挑戦者たちが様々なクイズや企画で優勝を決めた。決勝戦は、ゲームを使って6VS6のポケモンフルバトルが行われた。
ポケモンサンデー大晦日スペシャル（2006年12月31日放送分）
ロバートがこの番組で2006年、やり残したことを振り返りやり抜く企画。
ポケモンアニメの10年を振り返る（2007年4月1日放送分）
アニメシリーズが4月1日に放送10周年を迎えたことを記念して行われた。
ロバートが司会進行役を務め、ゲストにサトシ役の松本梨香らを迎えて歴史を振り返った。
過去放送分の見どころ、登場人物の振り返り、第1話のアフレコ再現などが行われた。
第1話のアフレコ再現では山本も参加。サトシがカスミにビンタされるシーンのビンタ効果音を担当し、1回のビンタシーンが何故か4回に増やされ、しょこたん部長から4回もビンタを喰らった。
ロバート秋山のポケモン漬け生活（2007年4月8日放送分）
出演者の中でも特にポケモンに疎い秋山が、山本と馬場協力で1か月間ポケモン漬けの生活をする企画。目的は、
1. ポケモンに関する基礎知識を付けること（ポケモンの名前を覚えること）。
2. ゲームを進めまともに戦えるレベルまで強くなること。

生活中はプライベートも関係なく、ポケモンの名前を当てるクイズが出題されたり、突然ゲームのバトルを挑まれたりして、不正解だったりバトルに負けるとその場でハリセンで叩かれた。
それでもあまり成長しない秋山を見かねた山本と馬場が、マンションの一室を借りて「夢のポケモンルーム」を作り秋山をそこで生活させた。
当初は文句を言っていた秋山だったが、生活に慣れてきた頃には徐々にポケモン生活を受け入れ、楽しんでいたようである。これらの徹底ぶりのおかげで、見事秋山はポケモンにある程度詳しくなり、ゲームも強くなった。
現在でも、番組内で秋山は「ポケモン漬け生活みたいな企画は嫌だからな」とたびたび嘆いている。
ロバートのポケモンわらしべ長者（2007年4月15日放送分）
ロバートにそれぞれレベル5のコイキングが配布され、思い思いの場所に行き「わらしべ長者」のようにいろいろな人とポケモン交換をしていく。これを繰り返して強いポケモンへと交換していき、最終的に手に入れたポケモンを持ち寄ってバトルを行なった。勝ち残った人が優勝者となった。
もちろん交換相手には一般人もおり、こちらから「○○が欲しい!」とお願いすることはできないので完全にアポなしの企画である。
秋山が優勝し、番組内の公式戦では初勝利となった。
類似した企画「わらしべポケモンカード」も放送されている。こちらもロバートによる企画である。
ダイヤモンドパールプロジェクト ロバートVSアンガールズ（2007年5月27日放送分）
アンガールズがゲストとして登場。初めての芸能人同士の対決が行われ、互いに番組レギュラーを賭けて戦った。アンガールズは「調査部には俺たちが一番似合っている」「ポケモンバトルが芸能人一強い」とロバートに対戦を申し出た。
ロバートが圧勝し、アンガールズの田中は使用したポケモンがみなレベルが極めて低く（他の出演者のポケモンがレベル70から90近くだったのに対し、田中はレベル20前後だった）、「一番強い」と豪語する器ではなかったようである。
ポケモン映画10周年公開記念企画
第1弾（2007年7月8日放送分）
ロバートが劇場版の声優に挑戦する様子を追ったドキュメント企画。スタジオでの収録はなく、この放送回にTIMは出演していない。
ロバートの3人はその仕事の重さに責任を感じつつも、「ポケモンリバイバル」を見て声優の勉強をする。その後、いよいよ本番のアフレコに挑む。秋山を中心にNGを連発してしまうが、長丁場の末見事アフレコを撮りきった。
ロバートは、その後合流した中川と映画の宣伝キャンペーン対決をすることになり、宣伝に奮闘する。
この他にも、劇場版の他のゲスト声優（石坂浩二・山本耕史・加藤ローサ）にも集まってもらい、それぞれの気に入ったセリフでインタビューを行った。
「サンデーポケモンニュース」では映画でもらえる特別なデオキシスとダークライに関する情報が告知された。
第2弾（2007年7月15日放送分）
ロバートと中川が、TIMに「映画ストーリークイズ」を出題。また、第1弾に続いて中川の声優ドキュメントも放送された。
第3弾（同日）
「ポケモン☆サンデー 夏の特別号」と題して、テレビ東京限定で本放送と同日の10:25から放送された。
ルカリオ部長の緊急指令で、ロバートがこの頃行われていた4つの宣伝を行った（この年の劇場版、コンサート「ピカチュウ・ザ・ライブ」、「ポケモンパルシティ（ポケモンフェスタ2007）」、当番組の特別企画「ポケモンクイズレボリューション」）。

Wiiみんなのニンテンドーチャンネルによる特別版
- 乱戦!ポケモンスクランブル
- ポケットモンスター ハートゴールド・ソウルシルバー
- ポケモンレンジャー 光の軌跡

## その他

### 有名人ポケモンだいすきクラブ
2008年4月6日の「だいすきプロジェクト」で結成された。メンバーのMiiが『みんなのポケモン牧場』にやってくることがある。
メンバー
- アンガールズ
- ザ・たっち
- 南明奈
- 飯島茜
- Crystal Kay（6月22日放送分より加入[11]）
- 三沢光晴
- 木下優樹菜
- まえだまえだ
- 三村マサカズ（さまぁ〜ず）
- スザンヌ
- 腐男塾（武器屋桃太郎を除く）
- 天津木村（2009年8月9日放送で加入した）
- 吉村作治（同上）
- 稲川淳二（同上）
- 椿姫彩菜（2009年8月16日放送で加入した）
- 小島よしお（2010年1月10日放送で加入した）
- 狩野英孝（同上）
- エハラマサヒロ（同上）
- AAA（2010年8月1日放送で加入した）

### プレゼント企画
主に、通常プレイでは入手できないゲーム用の特別なポケモンのデータが配られる。DSの通信機能を用いて配布され、全国のポケモンセンターやポケモン関連のイベントなどで受け取ることができる。
普通の懸賞とは違い、プレゼントの実施場所に来た希望者ならば誰でももらえるという、ゲームの特性を活かした企画である。データが配布される場合、貴重なモンスターボール「プレシャスボール」に入っており、出演者からのメッセージカードも添付されている。
配布されたポケモンデータ
- 2007年2月 しょこたん（中川翔子）のトロピウス
- 2007年3月 やまもと（ロバート山本博）のナマズン
- 2007年10月 ごるこ[12]（TIMゴルゴ）のオクタン[13]

ポケモンデータ以外（数量限定）
- 2007年11月下旬 きあいのハチマキを巻いたオクタンのステッカー [14]
- 2007年11月下旬 きあいのハチマキ [15]

### 出演者に関するエピソード
詳しくは、それぞれのページを参照。
- ゴルゴ松本
- レッド吉田
- 秋山竜次
- 山本博
- 馬場裕之

## 主要スタッフ
- 企画：久保雅一、福永晋→伊藤憲二郎
- 原案：田尻智、増田順一、杉森建
- スーパーバイザー：石原恒和
- アソシエイトプロデューサー：吉川兆二
- 構成：根田真児→ねだしんじ、江秀樹→ゴウヒデキ、伊部譲二
- スタジオ技術：テクノマックス
- 美術協力：ING→アイエヌジー→フジアール
- 技術協力：日本EJシステム
- 車輌：オートン→アイベックス
- 協力：The Pokémon Company
- スタイリスト：春日弘美
- マネージメント：坂橋博行
- メイク：水野薫、樋口みどり
- EED：永芳信裕、日柄良美、内藤亮（IMAGICA）→兵藤真澄（麻布プラザ）
- MA：大石篤、若山智成（IMAGICA）→植木俊彦（麻布プラザ）
- 音効：秋山武
- 番宣：鈴木紀子→荒谷美州砂→黒田多加恵→石井真知子→青木洋介（テレビ東京）
- アシスタントディレクター：田中洋右・片山美香→阿部勲・松堂早苗・丹野綾子
- ディレクター：谷口晶子、田口龍、関口奈々、田中洋右
- 演出：鈴木則寿、田場兼司
- 総合演出：名取禎
- 制作協力：ウッドオフィス、オー・エル・エム、オー・エル・エムデジタル
- アシスタントプロデューサー：村松紗也子（テレビ東京）、島村優子、山本愼仁→伊藤香織（ShoPro）
- プロデューサー：松山進→佐々木亮（テレビ東京）、盛武源
- 制作：テレビ東京、小学館プロダクション→ShoPro

## 放送局
テレビ東京系列では当初は日曜8:00 - 8:30の放送だったが、2006年10月から30分拡大され日曜7:30 - 8:30に変更された。
また、系列外ネットは当初は東日本放送と岐阜放送のみであったが、2009年4月から「ポケモンセレクション」をカットした30分の短縮版で大幅に拡大されている。この中には「サンデー」という番組名にもかかわらず放送枠の関係で土曜や平日に放送する地域（そのため「サタデー」などのタイトル差し替えなし）やポケットモンスター ダイヤモンド&パールとネット局が異なる地域（以下の表で[異]の地域）もあった。また、2009年4月からの地方局の中には『きらりん☆レボリューション』や『絶対可憐チルドレン』など、小学館関係のアニメの後番組として放送されていたものがあった。2010年夏の改編後、地上波で放送されない県は三重県・和歌山県､打ち切りとなった山口県・徳島県・鹿児島県を除く山梨県・福井県・佐賀県・大分県・宮崎県となった。
サンテレビでは、1982年にテレビ東京との番組供給関係が打ち切られて以来、久々の本格的番組ネットの復活となった。

### 60分版
| 放送地域       | 放送局         | 放送期間                      | 放送日時         | 放送系列       | 遅れ       |
| -------------- | -------------- | ----------------------------- | ---------------- | -------------- | ---------- |
| 関東広域圏     | テレビ東京     | 2004年10月3日 - 2010年9月26日 | 日曜 7:30 - 8:30 | テレビ東京系列 | 制作局     |
| 北海道         | テレビ北海道   | 2004年10月3日 - 2010年9月26日 | 日曜 7:30 - 8:30 | テレビ東京系列 | 同時ネット |
| 愛知県         | テレビ愛知     | 2004年10月3日 - 2010年9月26日 | 日曜 7:30 - 8:30 | テレビ東京系列 | 同時ネット |
| 大阪府         | テレビ大阪     | 2004年10月3日 - 2010年9月26日 | 日曜 7:30 - 8:30 | テレビ東京系列 | 同時ネット |
| 岡山県・香川県 | テレビせとうち | 2004年10月3日 - 2010年9月26日 | 日曜 7:30 - 8:30 | テレビ東京系列 | 同時ネット |
| 福岡県         | TVQ九州放送    | 2004年10月3日 - 2010年9月26日 | 日曜 7:30 - 8:30 | テレビ東京系列 | 同時ネット |

### 30分版
| 放送地域       | 放送局             | 放送期間                       | 放送日時           | 系列           |
| -------------- | ------------------ | ------------------------------ | ------------------ | -------------- |
| 青森県         | 青森朝日放送       | - 2010年10月3日                | 日曜 6:30 - 7:00   | テレビ朝日系列 |
| 岩手県         | 岩手めんこいテレビ | - 2010年9月29日                | 水曜 17:24 - 17:54 | フジテレビ系列 |
| 宮城県         | 東日本放送         | 2007年11月11日 - 2010年10月3日 | 日曜 6:30 - 7:00   | テレビ朝日系列 |
| 秋田県         | 秋田テレビ         | - 2010年10月4日                | 月曜 16:23 - 16:53 | フジテレビ系列 |
| 山形県         | テレビユー山形     | - 2010年10月2日                | 土曜 6:00 - 6:30   | TBS系列        |
| 福島県         | 福島テレビ         | - 2010年10月3日                | 日曜 6:15 - 6:45   | フジテレビ系列 |
| 新潟県         | テレビ新潟         | - 2010年10月3日                | 日曜 5:30 - 6:00   | 日本テレビ系列 |
| 長野県         | 長野放送           | - 2010年10月2日                | 土曜 5:30 - 6:00   | フジテレビ系列 |
| 静岡県         | 静岡朝日テレビ[異] | - 2010年10月2日                | 土曜 6:15 - 6:45   | テレビ朝日系列 |
| 富山県         | チューリップテレビ | 2009年7月5日 - 2010年10月3日   | 日曜 6:15 - 6:45   | TBS系列        |
| 石川県         | 北陸朝日放送       | 2009年4月12日 - 2010年10月3日  | 日曜 6:30 - 7:00   | テレビ朝日系列 |
| 岐阜県         | 岐阜放送           | - 2010年10月6日                | 火曜 19:29 - 19:57 | 独立局         |
| 兵庫県         | サンテレビ         | - 2010年10月3日                | 日曜 6:00 - 6:30   | 独立局         |
| 滋賀県         | びわ湖放送         | - 2010年10月3日                | 日曜 9:00 - 9:30   | 独立局         |
| 奈良県         | 奈良テレビ         | - 2010年9月30日                | 木曜 18:30 - 19:00 | 独立局         |
| 鳥取県・島根県 | 山陰放送           | - 2010年10月3日                | 日曜 5:45 - 6:15   | TBS系列        |
| 広島県         | 広島テレビ[異]     | - 2010年10月3日                | 日曜 6:00 - 6:30   | 日本テレビ系列 |
| 愛媛県         | 南海放送           | - 2010年9月29日                | 水曜 16:21 - 16:50 | 日本テレビ系列 |
| 高知県         | テレビ高知 [異]    | - 2010年9月30日                | 木曜 16:18 - 16:47 | TBS系列        |
| 長崎県         | 長崎放送 [異]      | - 2010年10月2日                | 土曜 6:00 - 6:30   | TBS系列        |
| 熊本県         | テレビくまもと     | - 2010年10月3日                | 日曜 6:30 - 7:00   | フジテレビ系列 |
| 沖縄県         | 琉球朝日放送       |                                | 土曜 7:00 - 7:30   | テレビ朝日系列 |

### 途中打ち切り
| 放送地域 | 放送局     | 放送期間         | 放送日時           | 系列           |
| -------- | ---------- | ---------------- | ------------------ | -------------- |
| 京都府   | KBS京都    | - 2009年12月31日 | 木曜 17:00 - 17:30 | 独立局         |
| 徳島県   | 四国放送   | - 2010年4月4日   | 日曜 6:00 - 6:30   | 日本テレビ系列 |
| 山口県   | テレビ山口 | - 2010年4月5日   | 月曜 15:55 - 16:25 | TBS系列        |
| 鹿児島県 | 鹿児島放送 | - 2010年4月3日   | 土曜 6:30 - 7:00   | テレビ朝日系列 |

## 放送記録
放送日は全てテレビ東京系列（TXN）で放送されていたもの。